# Communauté de communes de Montbenoît
La communauté de communes de Montbenoît est une communauté de communes française située dans le département du Doubs, en Franche-Comté, dans la région administrative Bourgogne-Franche-Comté.

## Historique
La communauté de communes du Canton de Montbenoît a été créée en 1993. Elle fut la première du département. Elle présente la spécificité de regrouper l'ensemble des communes du canton de Montbenoît, lui conférant ainsi une assise géographique forte et homogène autour d'un projet de développement territorial fondé sur le renforcement de l'attractivité du territoire dans ses dimensions économique, sociale et culturelle.
En janvier 2016, la communauté change de dénomination pour supprimer la référence au canton qui a été supprimé en 2015.
Le 1er janvier 2025, les communes de Hauterive-la-Fresse, La Longeville, Montbenoît, Montflovin et Ville-du-Pont fusionnent pour constituer la commune nouvelle de Pays-de-Montbenoît.

## Territoire communautaire

### Composition
La communauté de communes est composée des 12 communes suivantes :

| Nom                        | Code Insee | Gentilé        | Superficie (km2) | Population (dernière pop. légale) | Densité (hab./km2) |
| -------------------------- | ---------- | -------------- | ---------------- | --------------------------------- | ------------------ |
| Pays-de-Montbenoît (siège) | 25390      |                | 46,52            | 1 914 (2022)                      | 41                 |
| Les Alliés                 | 25012      |                | 5,28             | 171 (2022)                        | 32                 |
| Arc-sous-Cicon             | 25025      | Arquillons     | 28,49            | 751 (2022)                        | 26                 |
| Arçon                      | 25024      | Cailleux       | 21,34            | 955 (2022)                        | 45                 |
| Aubonne                    | 25029      | Albonnais      | 15,17            | 260 (2022)                        | 17                 |
| Bugny                      | 25099      |                | 4,77             | 248 (2022)                        | 52                 |
| La Chaux                   | 25139      | Chaulais       | 16,94            | 611 (2022)                        | 36                 |
| Gilley                     | 25271      | Gratte-Murgers | 17,27            | 1 805 (2022)                      | 105                |
| Maisons-du-Bois-Lièvremont | 25357      | Saugets        | 15,79            | 846 (2022)                        | 54                 |
| Ouhans                     | 25440      | Loups blancs   | 15,85            | 393 (2022)                        | 25                 |
| Renédale                   | 25487      | Renédaliers    | 2,88             | 43 (2022)                         | 15                 |
| Saint-Gorgon-Main          | 25517      | Moutons        | 7,93             | 258 (2022)                        | 33                 |

### Démographie
| 1968  | 1975  | 1982  | 1990  | 1999  | 2010  | 2015  | 2022  |
| ----- | ----- | ----- | ----- | ----- | ----- | ----- | ----- |
| 4 826 | 4 637 | 4 805 | 5 080 | 5 574 | 6 767 | 7 476 | 8 255 |

## Administration

### Siège
Le siège de la communauté de communes est à Pays-de-Montbenoît.

### Les élus
Le conseil communautaire de la communauté de communes se compose de 28 conseillers, élus pour une durée de six ans.
Ils sont répartis comme suit :
| Nombre de conseillers | Communes                                             |
| --------------------- | ---------------------------------------------------- |
| 7                     | Pays-de-Montbenoît                                   |
| 6                     | Gilley                                               |
| 3                     | Arçon                                                |
| 2                     | Arc-sous-Cicon, La Chaux, Maisons-du-Bois-Lièvremont |
| 1 (+1 suppléant)      | les 6 autres communes                                |

### Présidence
| Période                                  | Période      | Identité          | Étiquette | Qualité                          |
| ---------------------------------------- | ------------ | ----------------- | --------- | -------------------------------- |
| Les données manquantes sont à compléter. |              |                   |           |                                  |
| 2014                                     | juillet 2020 | Jocelyne Joliot   |           |                                  |
| juillet 2020                             | En cours     | Elisabeth Viennet |           | Conseillère municipale de Gilley |

### Compétences
- Assainissement collectif
- Assainissement non collectif
- Collecte des déchets des ménages et déchets assimilés
- Traitement des déchets des ménages et déchets assimilés
- Autres actions environnementales
- Création, aménagement, entretien et gestion de zone d'activités industrielle, commerciale, tertiaire, artisanale ou touristique
- Action de développement économique (Soutien des activités industrielles, commerciales ou de l'emploi, Soutien des activités agricoles et forestières...)
- Construction ou aménagement, entretien, gestion d'équipements ou d'établissements sportifs
- Activités péri-scolaires
- Schéma de cohérence territoriale (SCOT)
- Études et programmation
- Tourisme
- Abattoirs, abattoirs-marchés et marchés d'intérêt national, halles, foires
- Préfiguration et fonctionnement des Pays

### Régime fiscal et budget
Le régime fiscal de la communauté de communes est la fiscalité additionnelle (FA).